# UEFA Nations League 2022–23 (hạng đấu C)
Hạng đấu C UEFA Nations League 2022–23 (UEFA Nations League C 2022–23) là hạng đấu cao thứ ba của UEFA Nations League mùa giải 2022–23, mùa giải thứ ba của giải đấu bóng đá quốc tế có sự tham gia của các đội tuyển quốc gia nam trong số 55 liên đoàn thành viên của UEFA.

## Thể thức
Hạng đấu C bao gồm 16 thành viên UEFA xếp hạng từ 33–48 trong danh sách tham dự UEFA Nations League 2022–23, được chia thành bốn bảng gồm bốn đội. Mỗi đội thi đấu sáu trận trong bảng của mình, sử dụng thể thức đấu vòng tròn sân nhà và sân khách vào tháng 6 (bốn lượt trận) và tháng 9 năm 2022 (hai lượt trận). Đội nhất của mỗi bảng được thăng hạng lên hạng đấu B UEFA Nations League 2024–25, và đội xếp thứ tư của mỗi bảng đi tiếp vào vòng play-out xuống hạng.
Vì Hạng đấu C có bốn bảng trong khi Hạng đấu D chỉ có hai bảng, nên hai đội thuộc Hạng đấu C xuống hạng đến hạng đấu D UEFA Nations League 2024–25 được xác định bằng vòng play-out vào tháng 3 năm 2024. Dựa trên bảng xếp hạng tổng thể Nations League, đội xếp thứ nhất đối mặt với đội xếp thứ tư, và đội xếp thứ hai đối mặt với đội xếp thứ ba. Hai cặp đấu được diễn ra qua hai lượt, mỗi đội thi đấu một lượt tại sân nhà (đội có thứ hạng cao hơn tổ chức trận lượt về). Đội nào ghi tổng số bàn thắng nhiều hơn qua hai lượt trận trụ lại ở Hạng đấu C, trong khi đội thua bị xuống hạng đến Hạng đấu D. Nếu tổng tỷ số bằng nhau, hiệp phụ được diễn ra (luật bàn thắng sân khách không được áp dụng). Nếu vẫn hòa sau hiệp phụ, loạt sút luân lưu được sử dụng để phân định thắng thua.

## Các đội tuyển

### Thay đổi đội tuyển
Sau đây là những thay đổi đội tuyển của Hạng đấu C từ mùa giải 2020–21:
| Xuống hạng từ Hạng đấu B Nations League          | Thăng hạng từ Hạng đấu D Nations League |
| ------------------------------------------------ | --------------------------------------- |
| - Bulgaria - Bắc Ireland - Slovakia - Thổ Nhĩ Kỳ | - Gibraltar - Quần đảo Faroe            |

| Thăng hạng lên Hạng đấu B Nations League    | Xuống hạng đến Hạng đấu D Nations League |
| ------------------------------------------- | ---------------------------------------- |
| - Albania - Armenia - Montenegro - Slovenia | - Estonia - Moldova                      |

### Xếp hạt giống
Trong danh sách tham dự 2022–23, UEFA xếp hạng các đội dựa trên bảng xếp hạng tổng thể Nations League 2020–21. Các nhóm hạt giống cho giai đoạn đấu hạng đã được xác nhận vào ngày 22 tháng 9 năm 2021, và được dựa trên bảng xếp hạng danh sách tham dự.
| Đội         | Hạng |
| ----------- | ---- |
| Thổ Nhĩ Kỳ  | 33   |
| Slovakia    | 34   |
| Bulgaria    | 35   |
| Bắc Ireland | 36   |

| Đội           | Hạng |
| ------------- | ---- |
| Hy Lạp        | 37   |
| Belarus       | 38   |
| Luxembourg    | 39   |
| Bắc Macedonia | 40   |

| Đội        | Hạng |
| ---------- | ---- |
| Litva      | 41   |
| Gruzia     | 42   |
| Azerbaijan | 43   |
| Kosovo     | 44   |

| Đội            | Hạng |
| -------------- | ---- |
| Kazakhstan     | 45   |
| Síp            | 46   |
| Gibraltar      | 47   |
| Quần đảo Faroe | 48   |

1. 1 2  Danh tính của đội thắng play-out không được biết tại thời điểm bốc thăm

Lễ bốc thăm cho giai đoạn đấu hạng diễn ra tại trụ sở UEFA ở Nyon, Thụy Sĩ vào lúc 18:00 giờ CET, ngày 16 tháng 12 năm 2021. Mỗi bảng chứa một đội từ mỗi nhóm. Do hạn chế của việc đi lại quá nhiều, bất kỳ bảng nào cũng có thể chứa tối đa một trong các cặp sau: Bắc Ireland và Kazakhstan, Gibraltar và Azerbaijan.

## Các bảng
Danh sách lịch thi đấu đã được UEFA xác nhận vào ngày 17 tháng 12 năm 2021, một ngày sau lễ bốc thăm.
Thời gian là CEST (UTC+2), do UEFA liệt kê (giờ địa phương, nếu khác nhau thì nằm trong ngoặc đơn).

### Bảng 1
| VT | Đội            | ST | T | H | B | BT | BB | HS  | Đ  | Thăng hạng hoặc giành quyền tham dự |     | Thổ Nhĩ Kỳ | Luxembourg | Quần đảo Faroe | Litva |
| -- | -------------- | -- | - | - | - | -- | -- | --- | -- | ----------------------------------- | --- | ---------- | ---------- | -------------- | ----- |
| 1  | Thổ Nhĩ Kỳ     | 6  | 4 | 1 | 1 | 18 | 5  | +13 | 13 | Thăng hạng lên Hạng đấu B           |     | —          | 3–3        | 4–0            | 2–0   |
| 2  | Luxembourg     | 6  | 3 | 2 | 1 | 9  | 7  | +2  | 11 |                                     |     | 0–2        | —          | 2–2            | 1–0   |
| 3  | Quần đảo Faroe | 6  | 2 | 2 | 2 | 7  | 10 | −3  | 8  |                                     | 2–1 | 0–1        | —          | 2–1            |       |
| 4  | Litva          | 6  | 0 | 1 | 5 | 2  | 14 | −12 | 1  | Lọt vào vòng play-out xuống hạng    |     | 0–6        | 0–2        | 1–1            | —     |

| Litva | 0–2      | Luxembourg        |
| ----- | -------- | ----------------- |
|       | Chi tiết | - Sinani 44', 78' |

| Thổ Nhĩ Kỳ                                              | 4–0      | Quần đảo Faroe |
| ------------------------------------------------------- | -------- | -------------- |
| - Ünder 37' - Dervişoğlu 47' - Dursun 82' - Demiral 85' | Chi tiết |                |

| Quần đảo Faroe | 0–1      | Luxembourg              |
| -------------- | -------- | ----------------------- |
|                | Chi tiết | - Rodrigues 74' (ph.đ.) |

| Litva | 0–6      | Thổ Nhĩ Kỳ                                                               |
| ----- | -------- | ------------------------------------------------------------------------ |
|       | Chi tiết | - Sinik 2', 14' - Dursun 56' (ph.đ.), 81' - Akgün 89' - Dervişoğlu 90+1' |

| Quần đảo Faroe                         | 2–1      | Litva        |
| -------------------------------------- | -------- | ------------ |
| - Davidsen 20' (ph.đ.) - Andreasen 45' | Chi tiết | - Černych 6' |

| Luxembourg | 0–2      | Thổ Nhĩ Kỳ                            |
| ---------- | -------- | ------------------------------------- |
|            | Chi tiết | - Çalhanoğlu 37' (ph.đ.) - Dursun 76' |

| Luxembourg                             | 2–2      | Quần đảo Faroe       |
| -------------------------------------- | -------- | -------------------- |
| - Rodrigues 12' (ph.đ.) - Barreiro 49' | Chi tiết | - Bjartalíð 57', 59' |

| Thổ Nhĩ Kỳ                           | 2–0      | Litva |
| ------------------------------------ | -------- | ----- |
| - Ayhan 37' - Çalhanoğlu 54' (ph.đ.) | Chi tiết |       |

| Litva        | 1–1      | Quần đảo Faroe  |
| ------------ | -------- | --------------- |
| - Slivka 41' | Chi tiết | - Andreasen 22' |

| Thổ Nhĩ Kỳ                                           | 3–3      | Luxembourg                                 |
| ---------------------------------------------------- | -------- | ------------------------------------------ |
| - Ünder 16' (ph.đ.) - Chanot 39' (l.n.) - Yüksek 87' | Chi tiết | - Da Graça 8' - Sinani 37' - Rodrigues 69' |

| Quần đảo Faroe                  | 2–1      | Thổ Nhĩ Kỳ   |
| ------------------------------- | -------- | ------------ |
| - Davidsen 51' - Edmundsson 59' | Chi tiết | - Gürler 89' |

| Luxembourg      | 1–0      | Litva |
| --------------- | -------- | ----- |
| - Rodrigues 89' | Chi tiết |       |

### Bảng 2
| VT | Đội         | ST | T | H | B | BT | BB | HS | Đ  | Thăng hạng hoặc giành quyền tham dự |     | Hy Lạp | Kosovo | Bắc Ireland | Cộng hòa Síp |
| -- | ----------- | -- | - | - | - | -- | -- | -- | -- | ----------------------------------- | --- | ------ | ------ | ----------- | ------------ |
| 1  | Hy Lạp      | 6  | 5 | 0 | 1 | 10 | 2  | +8 | 15 | Thăng hạng lên Hạng đấu B           |     | —      | 1–0    | 3–1         | 3–0          |
| 2  | Kosovo      | 6  | 3 | 0 | 3 | 11 | 8  | +3 | 9  |                                     |     | 0–1    | —      | 3–2         | 5–1          |
| 3  | Bắc Ireland | 6  | 1 | 2 | 3 | 7  | 10 | −3 | 5  |                                     | 0–1 | 2–1    | —      | 2–2         |              |
| 4  | Síp         | 6  | 1 | 2 | 3 | 4  | 12 | −8 | 5  | Lọt vào vòng play-out xuống hạng    |     | 1–0    | 0–2    | 0–0         | —            |

| Síp | 0–2      | Kosovo                       |
| --- | -------- | ---------------------------- |
|     | Chi tiết | - Berisha 65' - Zhegrova 78' |

| Bắc Ireland | 0–1      | Hy Lạp          |
| ----------- | -------- | --------------- |
|             | Chi tiết | - Bakasetas 39' |

| Síp | 0–0      | Bắc Ireland |
| --- | -------- | ----------- |
|     | Chi tiết |             |

| Kosovo | 0–1      | Hy Lạp          |
| ------ | -------- | --------------- |
|        | Chi tiết | - Bakasetas 36' |

| Hy Lạp                                      | 3–0      | Síp |
| ------------------------------------------- | -------- | --- |
| - Bakasetas 8' - Pavlidis 20' - Limnios 48' | Chi tiết |     |

| Kosovo                                | 3–2      | Bắc Ireland                |
| ------------------------------------- | -------- | -------------------------- |
| - Muriqi 9' (ph.đ.), 52' - Bytyqi 19' | Chi tiết | - Lavery 44' - Ballard 83' |

| Bắc Ireland                   | 2–2      | Síp                  |
| ----------------------------- | -------- | -------------------- |
| - McNair 71' - J. Evans 90+4' | Chi tiết | - Kakoullis 32', 51' |

| Hy Lạp                             | 2–0      | Kosovo |
| ---------------------------------- | -------- | ------ |
| - Giakoumakis 71' - Mantalos 90+9' | Chi tiết |        |

| Bắc Ireland                  | 2–1      | Kosovo       |
| ---------------------------- | -------- | ------------ |
| - Whyte 82' - Magennis 90+3' | Chi tiết | - Muriqi 58' |

| Síp           | 1–0      | Hy Lạp |
| ------------- | -------- | ------ |
| - Tzionis 18' | Chi tiết |        |

| Hy Lạp                                     | 3–1      | Bắc Ireland  |
| ------------------------------------------ | -------- | ------------ |
| - Pelkas 14' - Masouras 55' - Mantalos 80' | Chi tiết | - Lavery 18' |

| Kosovo                                                         | 5–1      | Síp           |
| -------------------------------------------------------------- | -------- | ------------- |
| - Muslija 22' - Rrudhani 45+1' - Rashani 47' - Muriqi 52', 84' | Chi tiết | - Roberge 81' |

### Bảng 3
| VT | Đội        | ST | T | H | B | BT | BB | HS | Đ  | Thăng hạng hoặc giành quyền tham dự |     | Kazakhstan | Azerbaijan | Slovakia | Belarus |
| -- | ---------- | -- | - | - | - | -- | -- | -- | -- | ----------------------------------- | --- | ---------- | ---------- | -------- | ------- |
| 1  | Kazakhstan | 6  | 4 | 1 | 1 | 8  | 6  | +2 | 13 | Thăng hạng lên Hạng đấu B           |     | —          | 2–0        | 2–1      | 2–1     |
| 2  | Azerbaijan | 6  | 3 | 1 | 2 | 7  | 4  | +3 | 10 |                                     |     | 3–0        | —          | 0–1      | 2–0     |
| 3  | Slovakia   | 6  | 2 | 1 | 3 | 5  | 6  | −1 | 7  |                                     | 0–1 | 1–2        | —          | 1–1      |         |
| 4  | Belarus    | 6  | 0 | 3 | 3 | 3  | 7  | −4 | 3  | Lọt vào vòng play-out xuống hạng    |     | 1–1        | 0–0        | 0–1      | —       |

| Kazakhstan          | 2–0      | Azerbaijan |
| ------------------- | -------- | ---------- |
| - Aymbetov 50', 60' | Chi tiết |            |

| Belarus | 0–1      | Slovakia     |
| ------- | -------- | ------------ |
|         | Chi tiết | - Suslov 61' |

| Belarus | 0–0      | Azerbaijan |
| ------- | -------- | ---------- |
|         | Chi tiết |            |

| Slovakia | 0–1      | Kazakhstan      |
| -------- | -------- | --------------- |
|          | Chi tiết | - Darabayev 26' |

| Azerbaijan | 0–1      | Slovakia    |
| ---------- | -------- | ----------- |
|            | Chi tiết | - Weiss 81' |

| Belarus         | 1–1      | Kazakhstan     |
| --------------- | -------- | -------------- |
| - Malkevich 84' | Chi tiết | - Aymbetov 13' |

| Kazakhstan                     | 2–1      | Slovakia   |
| ------------------------------ | -------- | ---------- |
| - Vorogovsky 18' - Astanov 39' | Chi tiết | - Bero 51' |

| Azerbaijan                     | 2–0      | Belarus |
| ------------------------------ | -------- | ------- |
| - Emreli 76' - Sheydayev 90+3' | Chi tiết |         |

| Kazakhstan                       | 2–1      | Belarus          |
| -------------------------------- | -------- | ---------------- |
| - Gabyshev 29' - Zaynutdinov 79' | Chi tiết | - Savitsky 45+3' |

| Slovakia              | 1–2      | Azerbaijan                       |
| --------------------- | -------- | -------------------------------- |
| - Jirka 90+3' (ph.đ.) | Chi tiết | - Dadashov 44' - Haghverdi 90+5' |

| Azerbaijan                                          | 3–0      | Kazakhstan |
| --------------------------------------------------- | -------- | ---------- |
| - Marochkin 66' (l.n.) - Ozobić 74' - Nuriyev 90+1' | Chi tiết |            |

| Slovakia     | 1–1      | Belarus      |
| ------------ | -------- | ------------ |
| - Zreľák 65' | Chi tiết | - Bakhar 45' |

### Bảng 4
| VT | Đội           | ST | T | H | B | BT | BB | HS  | Đ  | Thăng hạng hoặc giành quyền tham dự |     | Gruzia | Bulgaria | Bắc Macedonia | Gibraltar |
| -- | ------------- | -- | - | - | - | -- | -- | --- | -- | ----------------------------------- | --- | ------ | -------- | ------------- | --------- |
| 1  | Gruzia        | 6  | 5 | 1 | 0 | 16 | 3  | +13 | 16 | Thăng hạng lên Hạng đấu B           |     | —      | 0–0      | 2–0           | 4–0       |
| 2  | Bulgaria      | 6  | 2 | 3 | 1 | 10 | 8  | +2  | 9  |                                     |     | 2–5    | —        | 1–1           | 5–1       |
| 3  | Bắc Macedonia | 6  | 2 | 1 | 3 | 7  | 7  | 0   | 7  |                                     | 0–3 | 0–1    | —        | 4–0           |           |
| 4  | Gibraltar     | 6  | 0 | 1 | 5 | 3  | 18 | −15 | 1  | Lọt vào vòng play-out xuống hạng    |     | 1–2    | 1–1      | 0–2           | —         |

| Gruzia                                                              | 4–0      | Gibraltar |
| ------------------------------------------------------------------- | -------- | --------- |
| - Kvaratskhelia 12' - Kashia 33' - Mikautadze 87' - Qazaishvili 88' | Chi tiết |           |

| Bulgaria       | 1–1      | Bắc Macedonia      |
| -------------- | -------- | ------------------ |
| - Despodov 13' | Chi tiết | - M. Ristovski 50' |

| Gibraltar | 0–2      | Bắc Macedonia              |
| --------- | -------- | -------------------------- |
|           | Chi tiết | - Bardhi 21' - Nikolov 84' |

| Bulgaria                      | 2–5      | Gruzia                                                                                                   |
| ----------------------------- | -------- | --- |
| - A. Iliev 50' - Stefanov 83' | Chi tiết | - Davitashvili 4' - A. Hristov 31' (l.n.) - Zivzivadze 52' - Kvaratskhelia 58' (ph.đ.) - Qazaishvili 69' |

| Gibraltar            | 1–1      | Bulgaria           |
| -------------------- | -------- | ------------------ |
| - Walker 61' (ph.đ.) | Chi tiết | - G. Minchev 45+1' |

| Bắc Macedonia | 0–3      | Gruzia                                                 |
| ------------- | -------- | ------------------------------------------------------ |
|               | Chi tiết | - Zivzivadze 52' - Kvaratskhelia 62' - Kiteishvili 84' |

| Gruzia | 0–0      | Bulgaria |
| ------ | -------- | -------- |
|        | Chi tiết |          |

| Bắc Macedonia                                                   | 4–0      | Gibraltar |
| --------------------------------------------------------------- | -------- | --------- |
| - Bardhi 4' - Torrilla 14' (l.n.) - Miovski 16' - Churlinov 31' | Chi tiết |           |

| Gruzia                                   | 2–0      | Bắc Macedonia |
| ---------------------------------------- | -------- | ------------- |
| - Miovski 35' (l.n.) - Kvaratskhelia 64' | Chi tiết |               |

| Bulgaria                                                             | 5–1      | Gibraltar          |
| -------------------------------------------------------------------- | -------- | ------------------ |
| - Antov 23' - Despodov 36' - Kirilov 52' - Stefanov 55' - Petkov 81' | Chi tiết | - R. Chipolina 26' |

| Gibraltar      | 1–2      | Gruzia                                         |
| -------------- | -------- | ---------------------------------------------- |
| - Annesley 75' | Chi tiết | - Kvaratskhelia 19' (ph.đ.) - Tsitaishvili 48' |

| Bắc Macedonia | 0–1      | Bulgaria       |
| ------------- | -------- | -------------- |
|               | Chi tiết | - Despodov 50' |

## Các đội xếp thứ tư
| VT | Bg | Đội       | ST | T | H | B | BT | BB | HS  | Đ |
| -- | -- | --------- | -- | - | - | - | -- | -- | --- | - |
| 1  | C2 | Síp       | 6  | 1 | 2 | 3 | 4  | 12 | −8  | 5 |
| 2  | C3 | Belarus   | 6  | 0 | 3 | 3 | 3  | 7  | −4  | 3 |
| 3  | C1 | Litva     | 6  | 0 | 1 | 5 | 2  | 14 | −12 | 1 |
| 4  | C4 | Gibraltar | 6  | 0 | 1 | 5 | 3  | 18 | −15 | 1 |

## Trận play-off trụ hạng
Hai đội xếp thứ tư có thứ hạng kém nhất của Hạng đấu C tham gia đá play-off trụ hạng để xác định đội nào sẽ xuống hạng Hạng đấu D. Trận play-off trụ hạng được lên lịch vào cùng ngày với vòng play-off vòng loại UEFA Euro 2024. Nếu ít nhất một trong số các đội tham dự vòng play-off trụ hạng cũng đủ điều kiện tham dự vòng play-off trụ hạng Euro, thì trận play-off trụ hạng sẽ bị hủy và đội có thứ hạng tệ nhất ở bảng xếp hạng tổng thể Nations League sẽ tự động bị xuống hạng. Tuy nhiên, kịch bản này đã không xảy ra và các trận play-off trụ hạng vẫn diễn ra như dự kiến.
Trận play-out diễn ra như sau, đội có thứ hạng cao hơn sẽ được đăng cai trận lượt về:
Thời gian là CET (UTC+1), được liệt kê bởi UEFA (giờ địa phương, nếu khác, sẽ nằm trong ngoặc đơn).

### Tóm tắt
| Đội 1     | TTS | Đội 2 | Lượt đi | Lượt về |
| --------- | --- | ----- | ------- | ------- |
| Gibraltar | 0–2 | Litva | 0–1     | 0–1     |

### Các trận đấu
| Gibraltar | 0–1      | Litva       |
| --------- | -------- | ----------- |
|           | Chi tiết | - Kučys 60' |

| Litva         | 1–0      | Gibraltar |
| ------------- | -------- | --------- |
| - Černych 51' | Chi tiết |           |

Litva thắng chung cuộc 2–0 và tiếp tục thi đấu ở Hạng đấu C, trong khi Gibraltar bị xuống hạng Hạng đấu D.

## Các cầu thủ ghi bàn
Đã có 128 bàn thắng ghi được trong 48 trận đấu, trung bình 2.67 bàn thắng mỗi trận đấu.
5 bàn
- Khvicha Kvaratskhelia
- Vedat Muriqi

4 bàn
- Gerson Rodrigues
- Serdar Dursun

3 bàn
- Kiril Despodov
- Anastasios Bakasetas
- Abat Aymbetov
- Danel Sinani

2 bàn
- Iliyan Stefanov
- Shayne Lavery
- Enis Bardhi
- Valeri Qazaishvili
- Budu Zivzivadze
- Petros Mantalos
- Georgios Masouras
- Jákup Andreasen
- Jóannes Bjartalíð
- Viljormur Davidsen
- Andronikos Kakoullis
- Hakan Çalhanoğlu
- Halil Dervişoğlu
- Doğukan Sinik
- Cengiz Ünder

1 bàn
- Renat Dadashov
- Mahir Emreli
- Hojjat Haghverdi
- Anatoliy Nuriyev
- Filip Ozobić
- Ramil Sheydayev
- Ivan Bakhar
- Vladislav Malkevich
- Pavel Savitsky
- Valentin Antov
- Atanas Iliev
- Radoslav Kirilov
- Georgi Minchev
- Marin Petkov
- Daniel Ballard
- Jonny Evans
- Josh Magennis
- Paddy McNair
- Gavin Whyte
- Darko Churlinov
- Bojan Miovski
- Boban Nikolov
- Milan Ristovski
- Louie Annesley
- Roy Chipolina
- Liam Walker
- Zuriko Davitashvili
- Guram Kashia
- Otar Kiteishvili
- Georges Mikautadze
- Giorgi Tsitaishvili
- Giorgos Giakoumakis
- Dimitrios Limnios
- Vangelis Pavlidis
- Dimitrios Pelkas
- Elkhan Astanov
- Aslan Darabayev
- Mikhail Gabyshev
- Yan Vorogovsky
- Bakhtiyar Zaynutdinov
- Valon Berisha
- Zymer Bytyqi
- Florent Muslija
- Elbasan Rashani
- Donat Rrudhani
- Edon Zhegrova
- Fedor Černych
- Vykintas Slivka
- Leandro Barreiro
- Marvin da Graça
- Jóan Símun Edmundsson
- Matúš Bero
- Erik Jirka
- Tomáš Suslov
- Vladimír Weiss
- Adam Zreľák
- Valentin Roberge
- Marinos Tzionis
- Yunus Akgün
- Kaan Ayhan
- Merih Demiral
- Serdar Gürler
- İsmail Yüksek

1 bàn phản lưới nhà
- Andrea Hristov (trong trận gặp Gruzia)
- Bojan Miovski (trong trận gặp Gruzia)
- Graeme Torrilla (trong trận gặp Bắc Macedonia)
- Aleksandr Marochkin (trong trận gặp Azerbaijan)
- Maxime Chanot (trong trận gặp Thổ Nhĩ Kỳ)

## Bảng xếp hạng tổng thể
16 đội thuộc Hạng đấu C được xếp hạng từ 33 đến 48 chung cuộc ở UEFA Nations League 2022–23 theo các quy tắc sau:
- Các đội kết thúc ở vị trí thứ nhất các bảng được xếp hạng 33 đến 36 theo kết quả của giai đoạn đấu hạng.
- Các đội kết thúc ở vị trí thứ nhì các bảng được xếp hạng 37 đến 40 theo kết quả của giai đoạn đấu hạng.
- Các đội kết thúc ở vị trí thứ ba các bảng được xếp hạng 41 đến 44 theo kết quả của giai đoạn đấu hạng.
- Các đội kết thúc ở vị trí thứ tư các bảng được xếp hạng 45 đến 48 theo kết quả của giai đoạn đấu hạng.

| Hạng | Bg | Đội            | ST | T | H | B | BT | BB | HS  | Đ  |
| ---- | -- | -------------- | -- | - | - | - | -- | -- | --- | -- |
| 33   | C4 | Gruzia         | 6  | 5 | 1 | 0 | 16 | 3  | +13 | 16 |
| 34   | C2 | Hy Lạp         | 6  | 5 | 0 | 1 | 10 | 2  | +8  | 15 |
| 35   | C1 | Thổ Nhĩ Kỳ     | 6  | 4 | 1 | 1 | 18 | 5  | +13 | 13 |
| 36   | C3 | Kazakhstan     | 6  | 4 | 1 | 1 | 8  | 6  | +2  | 13 |
|      |    |                |    |   |   |   |    |    |     |    |
| 37   | C1 | Luxembourg     | 6  | 3 | 2 | 1 | 9  | 7  | +2  | 11 |
| 38   | C3 | Azerbaijan     | 6  | 3 | 1 | 2 | 7  | 4  | +3  | 10 |
| 39   | C2 | Kosovo         | 6  | 3 | 0 | 3 | 11 | 8  | +3  | 9  |
| 40   | C4 | Bulgaria       | 6  | 2 | 3 | 1 | 10 | 8  | +2  | 9  |
|      |    |                |    |   |   |   |    |    |     |    |
| 41   | C1 | Quần đảo Faroe | 6  | 2 | 2 | 2 | 7  | 10 | −3  | 8  |
| 42   | C4 | Bắc Macedonia  | 6  | 2 | 1 | 3 | 7  | 7  | 0   | 7  |
| 43   | C3 | Slovakia       | 6  | 2 | 1 | 3 | 5  | 6  | −1  | 7  |
| 44   | C2 | Bắc Ireland    | 6  | 1 | 2 | 3 | 7  | 10 | −3  | 5  |
|      |    |                |    |   |   |   |    |    |     |    |
| 45   | C2 | Síp            | 6  | 1 | 2 | 3 | 4  | 12 | −8  | 5  |
| 46   | C3 | Belarus        | 6  | 0 | 3 | 3 | 3  | 7  | −4  | 3  |
| 47   | C1 | Litva          | 6  | 0 | 1 | 5 | 2  | 14 | −12 | 1  |
| 48   | C4 | Gibraltar      | 6  | 0 | 1 | 5 | 3  | 18 | −15 | 1  |

## Play-off Vòng loại UEFA Euro 2024
Bốn đội mạnh nhất Hạng đấu C nhưng đã không thành công tại vòng loại thứ nhất (vòng bảng) vẫn có thể giành quyền tham dự vòng chung kết thông qua vòng loại thứ hai (vòng play-off).
| Hạng   | Đội            |
| ------ | -------------- |
| 33 ĐNB | Gruzia         |
| 34 ĐNB | Hy Lạp         |
| 35 ĐNB | Thổ Nhĩ Kỳ     |
| 36 ĐNB | Kazakhstan     |
| 37     | Luxembourg     |
| 38     | Azerbaijan     |
| 39     | Kosovo         |
| 40     | Bulgaria       |
| 41     | Quần đảo Faroe |
| 42     | Bắc Macedonia  |
| 43     | Slovakia       |
| 44     | Bắc Ireland    |
| 45     | Síp            |
| 46     | Belarus        |
| 47     | Litva          |
| 48     | Gibraltar      |